# Stig H. Johansson
Stig Henry Johansson, désigné le plus souvent Stig H. Johansson par la presse, né le 26 juillet 1945 à Hudiksvall en Suède, est un entraîneur et ancien driver suédois, spécialiste des courses de trot attelé. Avec plus de 8 000 victoires et les plus grandes épreuves à son palmarès, il est considéré comme le plus grand entraîneur–driver des courses suédoises, et l'un des plus grands à l'échelle mondiale.

## Carrière
Vainqueur de sa première course en 1963, Stig H. Johansson prend sa licence d'entraîneur à la fin des années 1960 et s'installe près de l'hippodrome de Solvalla, dans la banlieue de Stockholm. Il remporte ses premiers succès de prestige dans les années 1970 puis s'affirme au cours de la décennie et gagne la première de ses six victoires dans l'Elitloppet (la plus grande course de Suède) grâce au champion The Onion. Dans les années 1990 et 2000, il atteint l'apogée de sa carrière, s'adjugeant les plus grandes épreuves mondiales grâce notamment au crack Victory Tilly, à la grande championne américaine Peace Corps ou encore à Queen L (Prix d'Amérique). En août 2002, Victory Tilly, en s'imposant dans le Nat Ray, lui permet de battre le record du monde de trot en 1'08"9, le cheval devenant ainsi le premier à descendre sous la barre des 1'09". 
Réputé pour son sang froid en course, il décide de ne plus driver en compétition après sa 6 221e victoire, le 28 décembre 2005, mais poursuit sa carrière d'entraîneur, atteignant les 8 000 victoires en août 2015.

## Palmarès sélectif

### Comme entraîneur et/ou driver (groupe 1uniquement)
Suède
- Elitloppet – 6 – The Onion (1984), Utah Bulwark (1987), Napoletano (1989), Peace Corps (1991), Gum Ball (1997), Victory Tilly (2000)
- Jubileumspokalen – 11 – U.S. Thor Viking (1981), The Onion (1984), Piper Cub (1988), Napoletano (1989), Peace Corps (1990), Shogun Lobell (1991), Queen L (1993), Victory Tilly (2000, 2001), Citation (2007), Nu Pagadi (2010)
- Hugo Åbergs Memorial – 8 – Duke Iran (1978), U.S. Thor Viking (1982), The Onion (1984), Peace Corps (1990, 1991), Kosar (1992), Victory Tilly (2000), Citation (2006)
- Svenskt Travderby – 8 – Segerstorp Comet (1970), Grain (1974), Nino Blazing (1981), Rex Håleryd (1982), Big Star (1984), Queen L (1990), Victory Tilly (1999), St Göran (2000)
- Stochampionatet – 7 – Holly Rodney (1977), Varia (1981), Gina Roy (1988), Queen L (1990), Bowls Lady (1991), Fiona San (1995), Je T'aime Dream (2003)
- Konung Gustaf V:s Pokal – 6 – Rex Håleryd (1981), Quiggin (1984), Baron Karsk (1993), Clipper Mack (1994), St Göran (2000), Knockout Rose (2009)
- Sprintermästaren – 6 – Gallini (1974), Ultimo H. (1981), The Onion (1983), Peace on Earth (1989), Regent Broline (1996), Naughty Nunu (2007)
- Åby Stora Pris – 5 – The Onion (1984), Utah Bulwark (1986), Queen L (1993), Victory Tilly (2000, 2002)
- Svenskt Travkriterium – 5 – Grain (1973), Mack The Knife (1984), Piper Cub (1985), Union Shark (1990), Pont Neuf (1991)
- Olympiatravet – 4 – Don Ego (1980), Utah Bulwark (1987), Queen L (1993, 1994)
- Sundsvall Open Trot – 3 – Victory Tilly (2000, 2001, 2002)
- Svensk Uppfödningslöpning – 3 – Linda Ceder (1978), Tangens (1983), Com Charlie (1990)
- Drottning Silvias Pokal – 3 – Gina Roy (1988), Bowls Lady (1991), Lotuschic (2006)
- E3 Långa – 2 – St Göran (1999), Artistic Ås (2007)

 Norvège
- Grand Prix d'Oslo – 2 – Peace Corps (1991), Victory Tilly (2000)
- Forus Open – 1 – Victory Tilly'(2006)

 Finlande
- Finlandia Ajo – 3 – Napoletano (1988, 1989), Rotation (2004)
- Suur–Hollola–Ajo – 2 – Good Leasing (2003), Up–Date Hoss (2012)

 France
- Prix d'Amérique – 1 – Queen L (1993)
- Prix de France – 1 – Queen L (1995)
- Prix de Paris – 1 – Piper Cub (1990)
- Grand critérium de vitesse de la Côte d'Azur – 1 – Gum Ball (1997)

 Italie
- Grand Prix de la Loterie – 4 – The Onion (1984), Peace Corps (1991), Victory Tilly (2003), Digger Down (2005)
- Grand Prix de la Côte d'Azur – 2 – The Onion (1985), Peace Corps (1991)
- Grand Prix Orsi Mangelli – 1 – Southwind Vernon (2003)
- Grand Prix Gaetano Turilli – 1 – Victory Tilly (2001)
- Grand Prix Allevatori – 1 – Tangens (1983)
- Championnat Européen – 1 – Digger Down (2003)
- Grand Prix de la Ville de Montecatini – 1 – Gum Ball (1997)

 Danemark
- Copenhagen Cup – 3 – Indian Silver (2000), Victory Tilly (2001), Nu Pagadi (2010)

 Allemagne
- Elite–Rennen – 2 – Shogun Lobell (1991), Indian Silver (1999)
- Grosser Preis von Bild – 1 – Gum Ball (1996)
- Grand Prix d'Allemagne – 1 – Nu Pagadi (2009)

 Pays-Bas
- Prix des Géants – 1 – The Onion (1983)

 Union européenne
- Championnat européen des 3 ans – 1 – Union Shark (1990)
- Championnat européen des 5 ans – 2 – Tim Cross (1973), Piper Cub (1988)
- Grand Prix de l'UET – 4 – Mack the Knife (1985), Clash Hammering (1986), Atas Rocket (1988), Abano As (2001)
- Grand Circuit européen – 2 – Victory Tilly (2000, 2001)

 États-Unis
- International Trot – 1 – Peace Corps (1991)
- Nat Ray – 1 – Victory Tilly (2002)